# Margaux-Cantenac
Margaux-Cantenac – gmina we Francji, w regionie Nowa Akwitania, w departamencie Żyronda. W 2013 roku liczba ludności wynosiła 2954 mieszkańców. 
Gmina została utworzona 1 stycznia 2017 roku z połączenia dwóch ówczesnych gmin: Margaux oraz Cantenac. Siedzibą gminy została miejscowość Margaux.